# Eurhynchium obtusifolium
Eurhynchium obtusifolium là một loài rêu trong họ Brachytheciaceae. Loài này được Mitt. Kindb. mô tả khoa học đầu tiên năm 1897.